# Salvator Mundi (Leonardo)
Salvator Mundi ("Spasitelj sveta" u prevodu sa latinskog) je slika italijanskog renesansnog umetnika Leonarda da Vinčija datirana oko 1500. godine. Ova slika, za koju se dugo mislilo da je kopija izgubljenog originala prekrivena naknadnim slojevima boje, otkrivena je, restaurirana i izložena na velikoj Leonardovoj izložbi u Nacionalnoj galeriji u Londonu 2011-12. Iako nekoliko vodećih naučnika smatra da je ovo zaista Leonardovo delo, drugi stručnjaci to osporavaju, a neki od njih smatraju da su njegovi samo određeni elementi.
Na slici je prikazan Isus u renesansnoj odeći, kako desnom rukom blagosilja, dok u levoj drži providnu kristalnu kuglu koja ne prelama svetlost, a koja predstavlja 'nebesku sferu' i nagoveštava njegovu ulogu Spasitelja sveta (Salvator mundi na latinskom). Poznato je oko 20 drugih verzija ovog dela, koje su naslikali Leonardovi učenici i sledbenici. Pripremni Leonardovi crteži draperije kredom i mastilom čuvaju se u britanskoj Kraljevskoj kolekciji.
Ovo je jedno od dvadesetak poznatih Leonardovih dela i jedino koje se nalazi u privatnom vlasništvu. Prodata je 15. novembra 2017. na aukciji kuće Kristi u Nujorku za 450,3 miliona dolara Badr ibn Abdulahu, postavljajući novi rekord kao najskuplja slika ikad prodata na javnoj aukciji. Princ Badr ju je, prema navodima, kupio u ime Odeljenja za kulturu i turizam Abu Dabija, ali se danas smatra da ju je kupio za svog bliskog saveznika i prestolonaslednika krune Saudijske Arabije, princa Muhameda ibn Salmana. Ovo je usledilo krajem 2017, nakon izveštaja da će slika biti izložena u Luvru u Abu Dabiju i neobjašnjivog otkazivanja predstavljanja planiranog za septembar 2018. Trenutna lokacija slike je nepoznata, ali u izveštaju iz juna 2019. se navodi da se čuva na ibn Salmanovoj luksuznoj jahti do završetka kulturnog centra u Al-Uli.

## Istorijat
Salvator Mundi Leonarda da Vinčija je verovatno naslikan za Luja XII od Francuske i njegovu suprugu Anu od Bretanje. Slika je naručena oko 1500. godine, ubrzo nakon što je Luj XII osvojio Milansko vojvodstvo i preuzeo kontrolu nad Đenovom u Drugom italijanskom ratu. Leonardo se preselio iz Milana u Firencu 1500. godine. Više kopija slike napravili su Leonardovi sledbenici, uključujući i njegovog učenika Salaija (1511). Neke se verzije značajno razlikuju od originala, pri čemu je na nekoliko njih, među kojima su i verzije njegovih učenika Marka d'Ođona (oko 1500) i Salaija, Isus predstavljen kao mlađi.
Od 1638. do 1641. godine, Leonardova slika se po svemu sudeći nalazila u londonskom plemićkom dvorcu Čelzi , koji je pripadao Džejmsu Hamiltonu, prvom vojvodi od Hamiltona. Hamilton je nakon učešća u Engleskom građanskom ratu pogubljen, 9. marta 1649. godine, a neke od njegovih stvari odnete su u Holandiju da se prodaju. Češki umetnik Vaclav Holar je negde u to vreme napravio svoju gravuru - kopiju, datiranu 1650, u Antverpenu. Slika je takođe zabeležena u vlasništvu Henrijete Marije, 1649. godine, iste godine kada je pogubljen njen suprug Čarls I . Slika je uvrštena u inventar Kraljevske kolekcije, procenjena je na 30 funti, a Čarlsova imovina stavljena na prodaju pod Komonveltom Engleske. Slika je prodata jednom poveriocu 1651, vraćena Čarlsu II nakon engleske Restauracije 1660. i uvrštena u popis Čarlsove imovine u palati Vajthol 1666. godine. Nasledio ju je Džejms II, i verovatno se nalazila kod njega do trenutka dok nije prešla u ruke njegove ljubavnice Ketrin Sedli, sa kojom je imao nezakonitu ćerku koja je postala treća supruga Džona Šefilda, vojvode od Bakingema. Vojvodin nezakoniti sin, ser Čarls Herbert Šefild, stavio je sliku na aukciju 1763. godine zajedno sa drugim umetničkim delima iz Bakingemske palate kada je ova zgrada prodata Džordžu III.
Slika je u XIX veku stavljena u pozlaćeni okvir, i takva je ostala do 2005. godine. Godine 1900, kupio ju je britanski kolekcionar Frensis Kuk za svoju kolekciju u Dauti hausu u Ričmondu. Slika je bila oštećena prilikom prethodnih pokušaja restauracije, a autorstvo je pripisano Leonardovom sledbeniku Bernardinu Luiniju. Kukov praunuk ju je 1958. prodao na aukciji za 45 funti kao delo Leonardovog učenika Đovanija Antonija Boltrafija, kome je ostalo pripisano autorstvo sve do 2011.

## Ponovno otkrivanje i restauracija
Salvator Mundi je jedna od Leonardovih najkopiranjiih slika, sa oko 12 poznatih verzija koje su naslikali njegovi učenici i drugi. Smatralo se da je Leonardova verzija izgubljena posle sredine XVII veka. Godine 1978, Džoan Snou-Smit iznela je uverljive argumente da je navodna kopija koja se nalazila u kolekciji markiza Žan-Luja de Ganaja u Parizu izgubljeni original, na osnovu njene sličnosti sa Svetim Jovanom Krstiteljem. Mnoge istoričare umetnosti je uverila, s obzirom da je uspela da uspostavi direktnu istorijsku vezu između Leonarda da Vinčija, gravure Vaclava Holara i slike iz Ganajeve kolekcije.
Godine 2005, Salvator Mundi se našao na aukciji i prodat je za manje od 10.000 dolara konzorcijumu trgovaca umetninama koji su činili Aleksander Periš i Robert Sajmon, specijalista za Stare majstore. Prodata je sa imanja Bazila Klovisa Hendrija, biznismena iz Baton Ruža, preko aukcijske kuće galerije Sent Čarls u Nju Orleansu. Slika je imala debele slojeve naknadnog doslikavanja, tako da je izgledala kao kopija i opisana je, pre restauracije, kao "ruinirana, mračna i sumorna".
Konzorcijum je smatrao da postoji mogućnost da je ta ruinirana slika niskog kvaliteta (preko koje se prekomerno doslikavalo) u stvari davno nestali da Vinčijev original. Angažovana je Dajen Dvajer Modestini sa Njujorškog univerziteta da nadgleda restauraciju. Ona je započela uklanjanjem naknadnih slojeva acetonom, što je vodilo otkriću da je u nekom trenutku stepenasto neravna površina u blizini Hristovog lica skidana oštrim predmetom i poravnavana mešavinom gessa, boje i lepka. Pomoću infracrvenih fotografija slike koje je napravio Sajmon, Modestini je otkrila pentimento (raniju verziju) na kojem je palac ruke koja blagosilja ispravljen, a ne savijen. Ovo otkriće da je Hrist imao dva palca na desnoj ruci bilo je presudno. Ovaj pentimento (bukvalno: „kajanje“) pokazuje da se umetnik premišljao u vezi sa položajem palca. To premišljanje se smatra dokazom da nije u pitanju kopija, već upravo original, jer neko ko slika kopiju ne bi imao nikakvo dvoumljenje u vezi sa kompozicijom.
Modestini je potom angažovala stručnjaka za ploče Moniku Grizbah da ostruže drvenu ploču na kojoj je bila slika, a koju su progrizli crvi, zbog čega se raspala na sedam delova. Grizbah ju je ponovo sastavila pomoću lepka i drvenih letvica. Krajem 2006. godine, Modestini je započela restauraciju. Istoričar umetnosti Martin Kemp bio je kritičan u vezi rezultata: "Oba palca" slike u sirovom stanju "znatno su bolja od jednog koji je naslikala Dajen." Delo je potom potvrđeno kao Leonardova slika. Od novembra 2011. do februara 2012, slika je bila izložena u Nacionalnoj galeriji kao rad Leonarda da Vinčija, nakon potvrde autentičnosti od strane te institucije. Godine 2012, autentičnost je potvrdio i Muzej umetnosti u Dalasu.
U maju 2013. godine, švajcarski trgovac umetninama Iv Buvije kupio je sliku za nešto više od 75 miliona dolara (putem privatne prodaje posredstvom aukcijske kuće Sotbi iz Njujorka). Slika je zatim prodata ruskom kolekcionaru Dmitriju Ribolovljevu za 127,5 miliona dolara. Ova prodaja – zajedno sa sa nekoliko drugih Buvijeovih prodaja Ribolovljevu – dovela je do pravnog spora između Ribolovljeva i Buvijea, kao i između izvornih distributera slike i Sotbija. Godine 2016, distributeri su tužili Sotbi zbog razlike u ceni, tvrdeći da su zakinuti. Ova aukcijska kuća je izjavila da nije znala da je Ribolovljev predviđeni kupac, i tražila je odbacivanje tužbe. Godine 2018, Ribolovljev je takođe tužio Sotbi za 380 miliona dolara, tvrdeći da je ta aukcijska kuća svesno učestvovala u Buvijeovoj prevari u kojoj je i slika igrala ulogu.
Slika je izlagana u Hong Kongu, Londonu, San Francisku i Njujorku 2017. godine, a zatim je prodata na aukciji u Kristiju u Njujorku 15. novembra 2017. za 450.312.500 dolara, što je novi rekord za jedno umetničko delo (licitiranih 400 miliona dolara plus 50,3 miliona u taksama). Kupac je bio princ Saudijske Arabije Badr ibn Abdulah. U decembru 2017. godine, časopis The Wall Street Journal objavio je da je princ Badr bio posrednik u ime prestolonaslednika Muhameda ibn Salmana. Međutim, Kristi je potvrdio da princ Badr posredovao u ime Odeljenja za kulturu i turizam Abu Dabija, s namerom da se slika izloži u Luvru u Abu Dabiju. U septembru 2018. godine, izložba je odložena na neodređeno vreme, a u novinarskom izveštaju od januara 2019. kaže se da "niko ne zna gde se slika nalazi i postoji ozbiljna zabrinutost za njenu fizičku bezbednost." Džordžina Adam, urednik-konsultant časopisa The Art Newspaper, odbacila je ove izveštaje rečima "Verujemo da se nalazi u skladištu u Ženevi." Kasnije je objavljeno da se nalazi na ibn Salmanovoj luksuznoj jahti koja se nalazi na Crvenom moru od juna 2019.

## Pripisivanje
Otprilike godinu dana po započetom restauratorskom radu, Dajen Dvajer Modestini je primetila da su prelazi boje na usnama subjekta "savršeni" i da "nijedan drugi umetnik nije mogao to da naslika". Proučavajući Mona Lizu radi poređenja, zaključila je da je "umetnik koji ju je naslikao ista ona ruka koja je naslikala i Spasitelja sveta."
Direktor Nacionalne galerije Nikolas Peni napisao je 2006. godine da on i neki od njegovih kolega smatraju ovo delo Leonardovim originalom, ali da "neki od nas smatraju da možda postoje delovi koji potiču iz radionice". Peni je 2008. godine sproveo uporednu studiju Spasitelja sveta i Bogorodice među stenama. Martin Kemp je kasnije o tom sastanku rekao: "Napustio sam atelje razmišljajući da je Leonardo sigurno imao velikog udela", kao i da "niko od okupljenih nije otvoreno izrazio sumnju u to da je Leonardo odgovoran za sliku". Konsenzusom iz 2011, na skupu koji je sazvao Peni, nedvosmisleno je ocenjeno da je Leonardo da Vinči autor slike. U julu 2011. izdata su posebna saopštenja za javnost predstavnika za oglašavanje vlasnika i Nacionalne galerije u kojima je zvanično objavljeno "novo otkriće".
Pošto je očišćena i restaurirana, slika je upoređena sa dvadeset drugih verzija Spasitelja sveta i procenjena kao superiornija od njih. Izložila ju je londonska Nacionalna galerija na izložbi Leonardo da Vinči: Slikar na Milanskom dvoru, od novembra 2011. do februara 2012. Nekoliko karakteristika na slici dovelo je do potvrde autorstva: veći broj pentimenata je očigledan, a naročito položaj desnog palca. Sfumato efekat lica – očigledno delom postignut manipulacijom boje pomoću dlana ruke – tipičan je za mnoga Leonardova dela. Način na koji su urađeni uvojci kose i vez na epitrahilju takođe je indikator Leonardovog stila. Pored toga, pigmenti i ploča od orahovog drveta na kojoj je delo naslikano u skladu su sa drugim Leonardovim slikama. Pored toga, šake na slici su prikazane veoma detaljno, po čemu je Leonardo poznat: on je secirao udove pokojnika kako bi ih proučavao i prikazao delove tela na krajnje realističan način.

Jedan od vodećih svetskih stručnjaka za Leonarda, Martin Kemp, koji je pomogao da se utvrdi originalnost dela, rekao je da je odmah posle prvog pregleda restaurirane slike znao da je to Leonardov rad: "Ostavljala je onakav utisak kakav ostavljaju Leonardovi radovi... ima onu misterioznu neobičnost kakvu imaju kasnije Leonardove slike." O delovima koji su bolje sačuvani, poput kose, Kemp kaže: "Uvojak ima onu neobičnost, kao da je kosa živa, pokretna supstanca ili nalik vodi, baš na onaj način kako je Leonardo opisivao kosu." Kemp takođe navodi: 
 "Ma koliko da su Leonardovi sledbenici i imitatori bili vešti, niko od njih nije dostigao takav nivo 'filozofskog i suptilnog mišljenja'. Nemamo razloga za sumnju da prisustvujemo delu slikara iz Vinčija." 
Volter Ajzakson je u Leonardovoj biografiji napisao da kugla koju Hrist drži ne odgovara onome kako bi kugla u realnosti izgledala: 
 "S jedne strane, prikazana je s prelepom naučnom preciznošću, ali Leonardo je propustio da naslika distorziju do koje dolazi kad se kroz čvrstu providnu kuglu posmatraju predmeti koji je ne dodiruju. Staklo ili kristal, bilo da je u obliku kugle ili sočiva, stvara uvećane, obrnute i preokrenute slike. Umesto toga, Leonardo je naslikao kuglu kao da je šuplji stakleni mehur koji ne prelama i ne iskrivljuje svetlost koja prolazi kroz nju." 
 Ajzakson veruje da je ovo bila „svesna odluka Leonarda“ i spekuliše da je Leonardo ili mislio da bi tačniji prikaz odvlačio pažnju, ili je „suptilno pokušao da Hristu i njegovoj kugli da izgled čuda“. Kemp, s druge strane, kaže da je udvojena kontura dlana koji drži sferu – što je restauratorka opisala kao pentimento – u stvari, tačan prikaz prelamanja svetlosti kroz kuglu od kalcita. On napominje da je dvostruko prelamanje tipično za providnu kalcitnu kuglu. Kemp dalje primećuje da kugla „blista od niza tačkica (ili džepova vazduha)“ – što potvrđuje njeno čvrsto stanje.
Na drugim verzijama ili kopijama Spasitelja sveta često se nalaze mesingana kugla, Zemljin globus ili globus cruciger; ponegde izgledaju kao da su napravljeni od prozirnog stakla ili sadrže pejzaže. Kugla na Leonardovoj slici, kako kaže Kemp, ima „neverovatnu seriju malih svetlećih mrlja – poput mehurića, ali nisu okrugle – nežnih boja, sa malim impastom, dodatkom tamne nijanse, posebno oko dela na kom se javlja refleksija." Ovo su karakteristične osobine kalcita, za koji je Leonardo bio stručnjak. Leonadra su angažovali da procenjuje vaze koje je Izabela d'Este planirala da nabavi, i veoma se divio svojstvima ovog minerala.
Ikonografski, kristalna sfera odnosi se na nebesa. U ptolemejskoj kosmologiji zvezde su ugrađene u nepomičnu nebesku kristalnu sferu (koja se sastoji od etera), sa sferičnom Zemljom u centru svemira. "Tako da ono što imamo na Spasitelju sveta", kaže Kemp, "zaista je 'spasitelj kosmosa', a to je vrlo leonardovska transformacija."

Drugi aspekt Leonardove slike koji je Kemp proučavao je dubina polja ili plitki fokus. Hristova ruka kojom blagosilja izgleda izoštreno, dok je njegovo lice – premda do neke mere izmenjeno ili oštećeno – neizoštreno. U Leonardovom Rukopisu D iz 1508–1509. opisana su njegova istraživanja teorije vida, optike oka i teorija u vezi sa senkom, svetlošću i bojom. U Spasitelju sveta, umetnik je namerno stavio naglasak na neke delove slike u odnosu na druge. Elementi u prvom planu su fokusirani, dok oni udaljeniji, kao što je subjektovo lice, jedva da su u fokusu. Rukopis D pokazuje da je Leonardo istraživao ovaj fenomen na prelazu između dva veka. Kombinacija intelektualnih i optičkih aspekata i upotreba poludragih minerala svojstveni su Leonardovom opusu.
 "Postoji širok konsenzus o Leonardovom autorstvu," rekao je bivši kopredsedavajući odeljenja za slike starih majstora u Kristiju, Nikolas Hol: "Ovo je najvažnija slika jednog od starih majstora koja je u mom životu prodata na aukciji." Aukcijska kuća Kristi navodi na koji način su stučnjaci potvrdili da je slika delo Leonarda da Vinčija: 
 Za neobično jedinstven naučni konsenzus da je slika Leonardova postoji nekoliko razloga, u koje spadaju: prethodno pomenuta veza slike sa dva originalna pripremna crteža u zamku Vindzor; činjenica da odgovara kompoziciji „Spasitelja sveta“ dokumentovanoj u gravuri Vaclava Holara iz 1650; i njena očigledna superiornost u odnosu na više od 20 poznatih naslikanih verzija iste kompozicije.

 Pored toga, izvanredan kvalitet slike, koji je posebno evidentan u najbolje očuvanim delovima, i njena bliska veza sa Leonardovim poznatim slikama iz perioda oko 1500. godine, učvršćuju taj konsenzus. 
 Prema Robertu Sajmonu, "Leonardo je Spasitelja sveta slikao orahovim uljem, a ne lanenim, kao što su to radili svi drugi umetnici u tom periodu.... U stvari, on je pisao o korišćenju orahovog ulja kao o novoj naprednoj tehnici." Sajmon takođe kaže da ultraljubičaste fotografije otkrivaju da je restauracija uglavnom odgovorna za tamnija područja slike; ostatak je originalna boja.

Ben Luis, koji osporava potpuno autorstvo Leonarda, priznaje tu mogućnost, zahvaljujući originalnosti lica, koje "ima nešto moderno u sebi". Kemp kaže: 
 Ne isključujem mogućnost učešća ateljea.... Ali ne mogu definisati nijednu površinu za koju bih rekao da je rad ateljea. 

### Delimično pripisivanje
Neki ugledni stručnjaci za renesansnu umetnost dovode u pitanje potpuno pripisivanje slike Leonardu. Žak Frank, pariski istoričar umetnosti i stručnjak za Leonarda koji je više puta proučavao Mona Lizu izvan rama, izjavio je: "Kompozicija ne potiiče od Leonarda, on je preferirao uvrnut pokret. To je dobar studijski rad sa malo Leonarda u najboljem slučaju, i veoma je oštećen. Nazvali su ga 'muškom Mona Lizom', ali uopšte ne izgleda tako."
Majkl Dejli, direktor ArtWatch-a u Velikoj Britaniji, sumnja u autentičnost Salvator Mundi-ja i teoretiše da je to možda prototip subjekta koji je naslikao Leonardo: "Ova potraga za prototipom Leonardove slike može izgledati sporna ili uzaludna: ne samo da dve studije draperije sadrže jedini prihvaćeni Leonardov materijal koji se može  povezati sa grupom, već u Leonardovoj literaturi nema zapisa da je umetnik ikada radio na takvom slikarskom projektu."
Dr Karmen Bambah, specijalista za italijansku renesansnu umetnost u muzeju Metropoliten, dovela je u pitanje potpuno pripisivanje slike Leonardu: „proučavajući i prateći sliku tokom konzervatorskog tretmana i videvši je u kontekstu na izložbi Nacionalne galerije, veći deo originalne oslikane površine može biti rad Boltrafija, ali sa delovima koje je uradio sam Leonardo, konkretno Hristovu desnu ruku, delove rukava, levu ruku i kristalnu kuglu." Godine 2019, dr Bambah je kritikovala aukcijsku kuću Kristi zbog njihove tvrdnje da je ona jedan od stručnjaka koji su sliku pripisali Leonardu. U svojoj novoj knjizi Ponovno otkriveni Leonardo da Vinči, još je određenija, pripisujući većinu rada Boltrafiju, "sa samo  'malim retuširanjima' od strane samog majstora".
Metju Landrus, istoričar umetnosti sa Univerziteta u Okfordu, složio se sa konceptom da je neke delove slike naslikao Leonardo („između 5 i 20%“), ali sliku pripisuje Leonardovom saradniku Bernardinu Luiniju, pri čemu primećuje Luinijevu veštinu u slikanju zlatnih šara.
Frank Colner, autor kataloga Leonardo da Vinči. Kompletne slike i crteži piše: 
 Ovo pripisivanje autorstva je kontroverzno prvenstveno iz dva razloga. Prvo, veoma oštećena slika morala je da bude podvrgnuta veoma obimnoj restauraciji, zbog čega je njen originalni kvalitet izuzetno teško proceniti. Drugo, Salvator Mundi u svom sadašnjem stanju demonstrira snažno razvijenu sfumato tehniku koja više odgovara stilu talentovanog Leonardovog učenika, koji je bio aktivan 20-ih godina XVI veka, nego stilu samog majstora. Način na koji je slika stavljena na tržište takođe je dao razlog za zabrinutost. 
 Colner takođe objašnjava da kvalitet Spasitelja sveta nadmašuje ostale poznate verzije, međutim, 
 takođe pokazuje i brojne slabosti. Na primer, nijanse ruke koja blagosilja izgledaju bledo i voštano kao na brojnim slikama iz radionice. Hristovi uvojci mi takođe izgledaju previše šematski u izvođenju, a veći nabori draperije suviše neizdiferencirano, naročito na desnoj strani.... O ovom pitanju će verovatno biti moguće doneti tačniju presudu nakon što rezultati tehničkih analiza slike budu u potpunosti objavljeni (Dalivalle/Kemp/Simon 2017). 
 Zahtev pariskog Luvra da Salvator Mundi bude izložen na izložbi Leonarda da Vinčija 2019-20. ostao je bez odgovora, što je neke navelo da pretpostave da je razlog tome sumnja u Leonardovo potpuno autorstvo. Kemp je osporio ovo obrazloženje rečima: 
 To jednostavno nije tačno ... jer čak i ako su Luvr ubedili da je restauratorski tim odigrao ulogu u slici, što bi bilo izvodljivo i nije ništa novo, to ih ne bi sprečilo da je izlože. To je velika i važna slika. Priča je senzacionalizovana i netačna. 

## Prijem
Ponovno otkrivena Leonardova slika izazvala je veliko interesovanje u medijima i široj javnosti tokom preaukcijskog izlaganja u Hong Kongu, Londonu, San Francisku i Njujorku. Preko 27.000 ljudi je uživo videlo delo pre aukcije, što je, prema aukcijskoj kući Kristi, najveći broj ljudi koji je video jedno umetničko delo ikada pre prodaje. Nikad ranije kuća Kristi nije koristila spoljnu agenciju za oglašavanje nekog umetničkog dela. Oko 4.500 ljudi je stajalo u redu da vidi delo u Njujorku na vikend pre početka prodaje.
Nazvana "Poslednji da Vinči", Salvator Mundi je jedina poznata Leonardova slika koja se još uvek nalazi u privatnim rukama. Nešto manje od dvadeset drugih poznatih Leonardovih dela čuva se u muzejima širom sveta, uključujući Mona Lizu i Tajnu večeru. Jedino Leonardovo delo u Severnoj Americi, Ginevra de Benči, čuva se u Nacionalnoj umetničkoj galeriji u Vašingtonu. Muzej je kupio Ginevru 1967. godine za 5 miliona dolara putem privatne prodaje (ekvivalentno 36,4 miliona dolara u 2017. godini), što je bio svetski rekord u to vreme. Salvator Mundi je prva Leonardova slika koja se pojavila na javnoj prodaji posle 100 godina.

## Galerija

### Kopije
- Škola Leonarda da Vinčija, Salvator Mundi (oko 1503), Muzej Diocesano, Napulj (nekadašnja kolekcija markiza Žan-Luja de Ganaja)
- Ćezare da Sesto (1516–1517), savremena kopija, Palata Vilanov, Varšava
- Anonimni autor, Salvator Mundi (Cristo Redentore benedicente), prva polovina XVI veka, kolekcija Vorsej(?)
- Đampjetrino, Salvator Mundi, XVI vek, Detroitski institut za umetnost
- Gravura Vaclava Holara (1650), na kojoj je urezano na latinskom: "Leonardo da Vinči je naslikao, ... sa originala ...",[к] Biblioteka retkih knjiga Tomas Fišer[19]
- Anonimni autor, Salvator Mundi, kolekcija Stark, Cirih

### Druge verzije
- Leonardov sledbenik iz Lombardije (verovatno Marko d'Ođono), Sotbi
- Albreht Direr, Salvator Mundi (oko1505), muzej Metropoliten, Njujork [24]
- Vitore Karpačo, Salvator Mundi (oko 1510), Muzej umetnosti Ajzaka Delgada, Nju Orleans[24]
- Il Caprotti di Caprotti, Salai, 1511, Ambrozijanska biblioteka, Milano
- Jos van Kleve, Le Christ en Salvator Mundi (oko 1516–18), Luvr, Pariz
- Benedeto Diana, Salvator Mundi (oko 1510 - oko 1520), Nacionalna galerija, London
- Andrea Previtali, Salvator Mundi (1519), Nacionalna galerija, London
- Mikele Koltelini, Dio Padre Benedicente (oko 1500–30), Palazzo dei Diamanti, Ferara
- Fernando Janjes de la Almedina, Euharistijski Hrist (oko 1525), ulje na ploči, 67,5 x 54,2 cm, muzej Prado, Madrid[87]
- Ticijan, Salvator Mundi (Hristov blagoslov), (oko 1570), muzej Ermitaž, Sankt Peterburg
- El Greko, Hristov blagoslov (Spasitelj sveta), (oko 1600), Škotska nacionalna galerija
- Heronimo de Bobadilja, 17. vek, muzej Ermitaž, Sankt Peterburg
- Anonimni flamanski umetnik (oko 1750–1775), Muzej lepih umetnosti, Hjuston

#### Mladi Hrist sa globusom
- Marko d'Ođono, Salvator Mundi (oko 1500), Galerija Borgeze, Rim
- Škola Leonarda da Vinčija, Le Sauveur du monde (oko 1505), Muzej lepe umetnosti Nansija
- Salai, Cristo giovanetto come Salvator Mundi, Museo Ideale Leonardo da Vinci
- Đampjetrino, Salvator Mundi (Spasitelj sveta), prva polovina XVI veka, Puškinov muzej, Moskva

## Dodatna literatura
- Alberti, Leon Battista. (1964). De Pictura. стр. 63—4.. (Trans. Grayson). Phaidon. London.
- Allsop, Laura (7. 11. 2011). „Decoding da Vinci: How a lost Leonardo was found”. CNN.
- Ames-Lewis, F. The Intellectual Life of The Early Renaissance Artist. Abbeville Press. стр. 18, 275..
- Barbatelli, Nicola; Pedretti, Carlo (2017). Leonardo a Donnaregina. I Salvator Mundi per Napoli. Elio De Rosa Editore; CB Edizioni. ISBN 978-8897644385.
- Elworthy, Frederick Thomas (30. 7. 2003). The Evil Eye: The Classic Account of an Ancient Superstition. Courier Corporation. стр. 293. ISBN 978-0-486-43437-7.
- Hankins, J. 1999. The Study of the Timaeus in Early Renaissance Italy. Natural Particulars: Nature and the Disciplines in Renaissance Europe. Cambridge, MA: MIT Press.
- Kemp, Martin. Leonardo da Vinci: the marvellous works of nature and man. Oxford University Press. стр. 208—9..
- Kemp, Martin (2011). Christ to Coke, How Image becomes Icon. OUP Oxford. ISBN 978-0199581115.
- Vasari, G. (1979). Lives of the most eminent painters, sculptors, and architects.. DeVere, G.C (Trans.) Ekserdijan, D.(ed.). Knopf. 1996. pp. 627–640; 710–748
- Zöllner, F. Leonardo da Vinci. The Complete Paintings and Drawings, Taschen, 2017

## Spoljašnje veze
- Leonardo’s Salvator Mundi makes auction history, Christies.com
- Robert Simon, Leonardo da Vinci, Salvator Mundi
- Robert Simon, Leonardo da Vinci Painting Discovered, Painting Gains Attribution After Careful Scholarship and Conservation, saopštenje za javnost, 7.7.2011.
- „H. Niyazi, Authorship and the dangers of consensus”. Архивирано из оригинала 02. 05. 2012. г. 11.7.2011.
- Frank Zöllner, Catalogue XXXII, Salvator Mundi (PDF), Архивирано из оригинала (PDF) 04. 06. 2019. г., Приступљено 08. 09. 2019, pp. 440–445 i Preface to the 2017 Edition (PDF), Архивирано из оригинала (PDF) 04. 06. 2019. г., Приступљено 08. 09. 2019 pp. 15–17.